# Dẻ Đà Lạt
Dẻ Đà Lạt (danh pháp Lithocarpus dalatensis) là một loài thực vật có hoa trong họ Cử. Loài này được A.Camus mô tả khoa học đầu tiên năm 1943.